# Злоћењец
Злоћењец (пољ. Złocieniec) је град у Пољској у Војводству Западно Поморје у Повјату дравском. Према попису становништва из 2011. у граду је живело 13.483 становника.

## Становништво
Према прелиминарним подацима са пописа, у граду је 2011. живело 13.483 становника.
| 2002.  | 2011.  | 2012.  |
| ------ | ------ | ------ |
| 13.676 | 13.483 | 13.331 |

## Партнерски градови
- Бад Зегеберг
- Дравско Поморскје
- Пижице